# Industriekeramiker Dekorationstechnik
Der Industriekeramiker Dekorationstechnik ist ein staatlich anerkannter Ausbildungsberuf nach Berufsbildungsgesetz.

## Ausbildungsdauer und Struktur
Die Ausbildungsdauer zum Industriekeramiker Dekorationstechnik beträgt in der Regel drei Jahre. Die Ausbildung erfolgt an den Lernorten Betrieb und Berufsschule.
Der Ausbildungsberuf ist in einer gemeinsamen Ausbildungsordnung mit drei weiteren Ausbildungsberufen verordnet:
- Industriekeramiker Anlagentechnik
- Industriekeramiker Modelltechnik und
- Industriekeramiker Verfahrenstechnik.

Das erste Ausbildungsjahr ist in allen vier Ausbildungsberufen identisch. Im zweiten und dritten Ausbildungsjahr werden spezifische Qualifikationen vermittelt.

## Entstehungsgeschichte
Mit der Neuordnung der Ausbildungsberufe für die keramische Industrie wurden einige ältere Ausbildungsberufe aufgehoben und in die neuen Berufe integriert. So flossen die Inhalte des Industriekeramikers in der Fachrichtung Mechanik in den Industriekeramiker Anlagentechnik. Der Industriekeramiker in der Fachrichtung Formgebung floss gemeinsam mit dem Kerammodelleinrichter in den Industriekeramiker Verfahrenstechnik und den Industriekeramiker Modelltechnik. In diesen Beruf flossen auch Inhalte des Kerammodelleurs mit ein.
Der Glas- und Kerammaler ging im Industriekeramiker Dekorationstechnik sowie im Glasveredler auf.

## Arbeitsgebiete
Industriekeramiker Dekorationstechnik veredeln Produkte aus Porzellan, Gebrauchs- oder Zierkeramik. Sie entwerfen Dekore und Schriften, bemalen keramische Erzeugnisse und fertigen Dekorationen in Auf-, In- oder Unterglasur an. Sie bringen Buntdruckdekorationen und Farben auf die Produkte auf. Sie führen einen Dekorbrand unter Berücksichtigung der optimalen Brennbedingungen durch.